# 필드골 (농구)

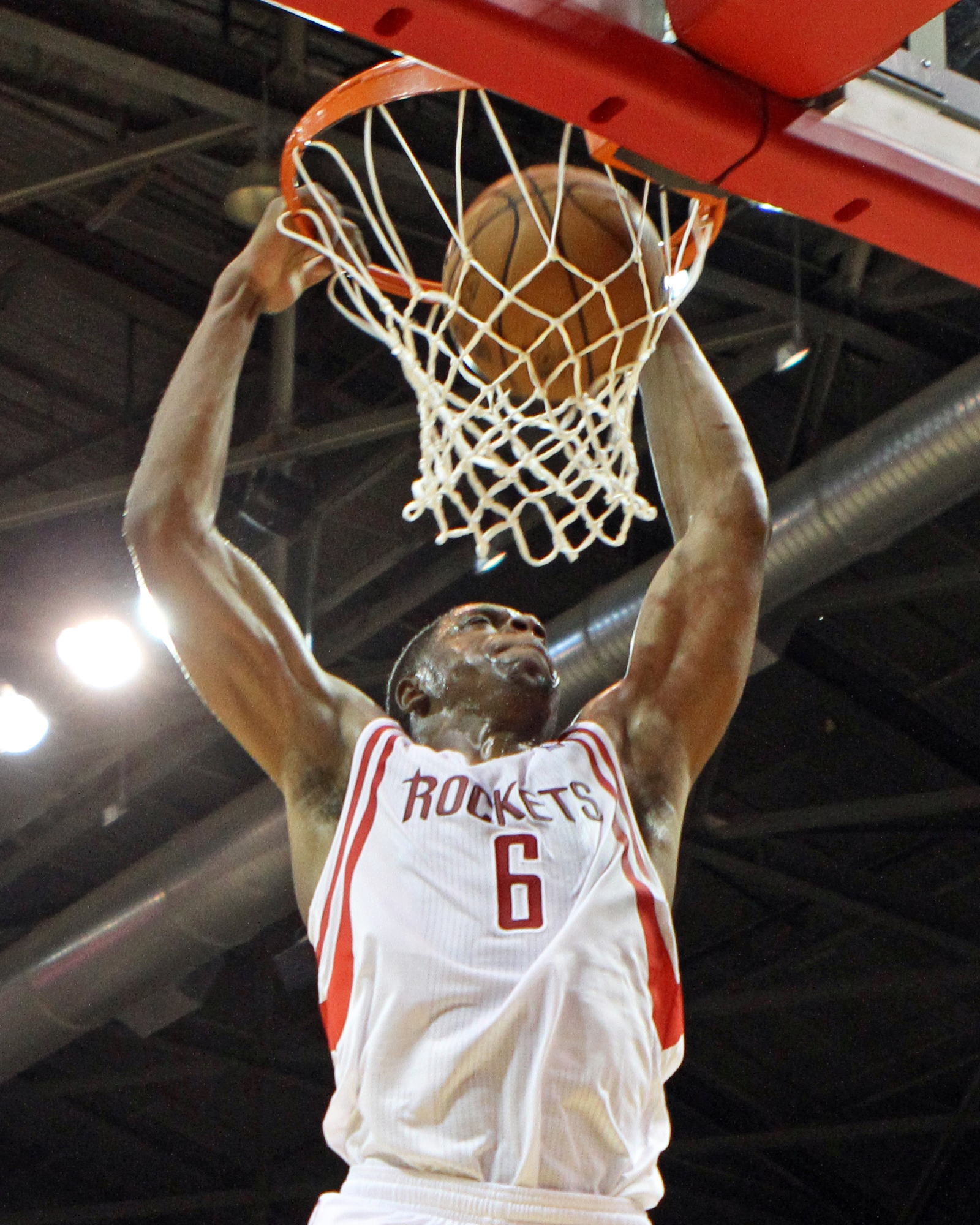
2점 필드골

필드골(field goal)은 상대 파울로 주어지는 자유투(FT, Free Throw)를 제외하고 경기 중에 넣은 골이다. 야투라고 하기도 한다.
"필드골"은 NBA에서 규정집, 박스 스코어 및 통계, 심판 판정에 사용하는 공식 용어이다. 이와 동일한 용어는 NCAA(National Collegiate Athletic Association)와 고등학교 농구에서 사용하는 공식 용어이기도 하다.
필드골의 한 유형은 덩크슛이다. 이는 선수가 공을 소유한 채 바스켓 근처로 점프하여 공중에 떠 있는 동안 바스켓을 통해 공을 아래로 던질 때 발생한다.